# Daewoo K4
El Daewoo K4 es un lanzagranadas automático de 40 mm empleado por el Ejército surcoreano. Fue desarrollado como un complemento al lanzagranadas portátil K201 (acoplable al fusil K2).

## Historia
El K4 entró en producción en 1993.

## Diseño
Pesa 34,4 kg descargado y sin accesorios, y 66 kg cargado y montado sobre su trípode. Tiene una cadencia de 325 disparos/minuto, con un alcance de 1,5 km. Para operaciones nocturnas, se le puede instalar una mira telescópica nocturna KAN/TVS-5.
Es muy parecido al lanzagranadas automático estadounidense Mk 19.

## Usuarios
- Corea del Sur: Ejército surcoreano.[1][2]

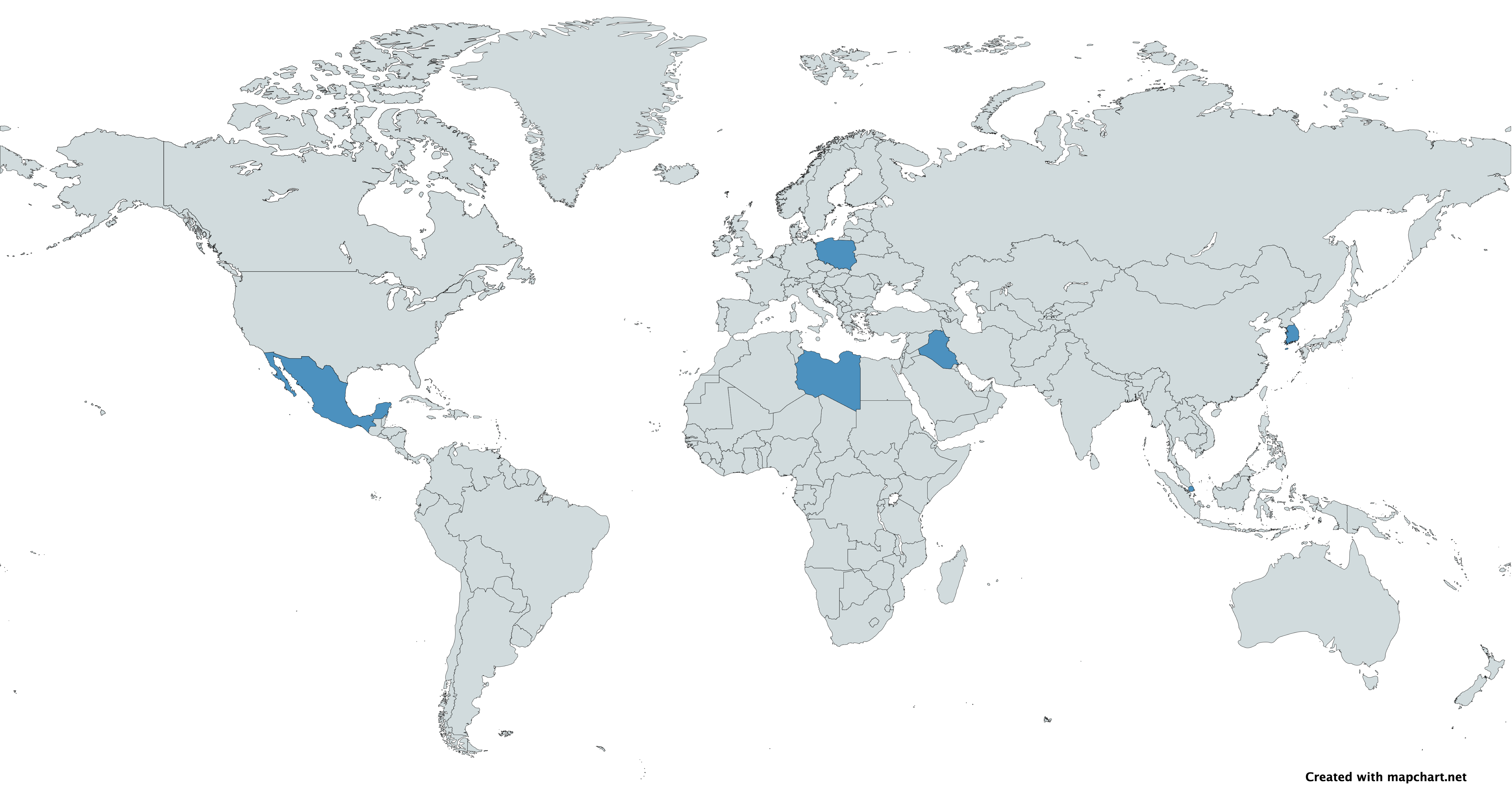
Mapa de los usuarios del K4 (en azul).

- Irak: Empleado en pequeñas cantidades por las Fuerzas Especiales irakíes a bordo de sus Humvee.[5]
- Libia: Primer cliente de exportación, compró el K4 en 2009.[6]
- México: Comprado desde 2011.[7]
- Polonia: En 2022 ordenó varios centenares de K4.[8]
- Singapur: Compró 17 K4, según el informe SIPRI de 2019.[9]